# 반정신
반정신(중국어 정체자: 潘鼎新, 병음: Pan Dingxin, 1828년 ~ 1888년)은 청나라 말기의 관리이다. 자는 금헌(琴軒)으로 청불 전쟁에서 활약했다.:306:173

## 생애
안휘성 루장현 광한향(廣寒鄕) 출신으로 이후 비서현 삼하로 옮겼다. 1849년(도광 29년)에 거인이 되었다. 고향에서 향용을 조직하고 태평천국의 진압에 참여했다. 그 군은 ‘반자영’(鼎字営)이라고 불렀으며, 증국번으로부터 싸우는 모습에 대해 칭찬을 받았다.
1862년(동치 원년), 강소성 상진 통해도, 안찰사, 포정사에 취임, 1865년에 군을 이끌고 북상 산동의 염군을 진압하고 산동 포정사가 되었다. 1874년에는 운남 포정사가 되고, 1876년(광서 2년)에 순무로 승격했지만, 운귀총독 유장우와 맞지 않았고, 1877년에 중앙으로 소환되었다.
1883년(광서 9년), 베트남을 둘러싸고 프랑스와 긴장 관계가 형성되었다. 그는 호남순무로 방어를 강화했다. 이듬해 1884년에 청불 전쟁이 시작되자 광서순무로 랑선에 주둔했고, 동마이(屯梅), 콕툰(谷松) 등의 요충지에 군사를 배치했다. 그러나 조정은 철저한 공격을 주장하지 않았고, 평화를 추구하려 했다. 이홍장도 “이겨도 진군하지 마라, 지면 물러가라”고 반정신에게 밀명을 내려두고 있었다.
1885년 1월, 프랑스군의 습격으로 랑선이 함락당했다. 반정신은 광서성의 용주로 물러나 죄를 빌었지만, 조정은 공을 세워 속죄하라고 명했다. 2월 프랑스군이 중월의 국경인 진남관을 함락시키자 탈환에 나서서 소원춘을 선봉으로 진남관의 탈환에 성공했다. 프랑스군은 봔유엔(文淵)에서 용주에 공격을 했지만, 회군과 악군을 요격시켜 격퇴했다.
3월이 되면서 풍자재 등 여러 장수에게 명하여 진남관에서 봔유엔을 기습한 프랑스군은 3로 나눠서 진남관을 본격적으로 공략했지만, 2일간의 전투 결과 프랑스군은 괴멸되었다. (진남관 전투). 청군은 추격에 걸려 봔유엔을 공략, 반정신은 기병을 이끌고 랑선을 함락시켰다. 또한 회군과 악군도 동마이, 콕툰을 점령했지만, 조정은 이미 평화의 의지를 다지고 있었으며, 반정신은 해임되었다.
“형제일군 소고향, 하산백전 송만이”(兄弟一軍帰故里、河山百戦送蛮夷)라는 비가를 두고 있다.

## 같이 보기
- 청불 전쟁